# Freddie Waits
Frederick  Douglas Waits (Jackson (Mississippi), 27 april 1940 – New York, 18 november 1989) was een Amerikaanse drummer in de hard bop en postbop.

## Biografie
Waits speelde als kind fluit, maar stapte al snel over op de drums. Hij had op college de kans de blueszanger Ivory Joe Hunter en Percy Mayfield te begeleiden, tevens trad hij op met Memphis Slim en John Lee Hooker. In 1962 speelde hij in Detroit met het orkest van Jimmy Wilkins, in 1963 werkte hij mee aan Stevie Wonders "Fingertips". Hij was lid van de groep van Paul Winter (1963-1965). Daarna werkte hij in de band van Gerald Wilson. Halverwege de jaren zestig ging hij naar New York, waar hij speelde met onder meer Sonny Rollins (1966), Andrew Hill, McCoy Tyner, Max Roach' percussiegroep M'Boom, Bill Dixon en Cecil Taylor. Hij begeleidde Ella Fitzgerald bij een Europese tournee en speelde mee op opnames van onder andere Donald Byrd, Gene Harris, Pharoah Sanders, James Moody, Mercer Ellington, Bennie Maupin en Lee Morgan (diens laatste opnames). Eind jaren zeventig begon hij met collega-drummers Horace Arnold en Billy Hart Colloquium III. In de jaren 80 speelde hij in de groep van Roland Hanna.
Tevens gaf hij les aan Rutgers University. 
Hij overleed aan de gevolgen van een longontsteking en nierfalen.
Zijn zoon is de drummer Nasheet Waits.

## Discografie

### Als 'sideman'
Met M'Boom
- Re: Percussion (Strata-East, 1973)
- M'Boom (Columbia, 1979)
- Collage (Soul Note, 1984)

Met Roy Ayers
- Daddy Bug (Atlantic, 1969)

Met Kenny Barron
- You Had Better Listen (Atlantic, 1967) met Jimmy Owens
- Sunset to Dawn (Muse, 1973)
- Autumn in New York (Uptown, 1984)

Met Gary Bartz
- Another Earth (Milestone, 1969)

Met Willie Bobo
- A New Dimension (Verve, 1968)

Met Kenny Burrell
- Night Song (Verve, 1969)

Met Donald Byrd
- Mustang! (Blue Note, 1966)

Met Stanley Cowell
- We Three (DIW, 1987)

Met Richard Davis
- Epistrophy & Now's the Time (Muse, 1972)
- Dealin' (Muse, 1973)
- Harvest (Muse, 1977 [1979])
- Persia My Dear (DIW, 1987)

Met Jack DeJohnette
- The Jack DeJohnette Piano Album (Landmark, 1985)

Met Bill Dixon
- Bill Dixon in Italy Volume One (Soul Note, 1980)
- Bill Dixon in Italy Volume Two (Soul Note, 1980)

Met Teddy Edwards
- The Inimitable Teddy Edwards (Xanadu, 1974)

Met Tiny Grimes
- Profoundly Blue (Muse, 1973)

Met Gene Harris
- Gene Harris of the Three Sounds (1972)

Met Andrew Hill
- Grass Roots (Blue Note, 1968)
- Mosaic Select 16: Andrew Hill (Mosaic, 1969)
- Lift Every Voice (Blue Note, 1969)
- Strange Serenade (Soul Note, 1980)

Met Richard "Groove" Holmes
- Soul Mist! (Prestige, 1966 [1970])

Met Freddie Hubbard
- High Blues Pressure (Atlantic, 1967)

Met Willis Jackson
- West Africa (Muse, 1973)
- Headed and Gutted (Muse, 1974)

Met Clifford Jordan
- Hello, Hank Jones (Eastworld, 1978)

Met Hubert Laws
- Afro-Classic (CTI, 1970)
- Carnegie Hall (CTI, 1973)

Met Junior Mance
- I Believe to My Soul (Atlantic, 1968)

Met Charles McPherson
- New Horizons (Xanadu, 1977)

Met James Moody
- The Blues and Other Colors (Milestone, 1969)
- Feelin' It Together (Muse, 1973)

Met Lee Morgan
- The Last Session (Blue Note, 1971)

Met Don Patterson
- The Return of Don Patterson (Muse, 1972)

Met Pharoah Sanders
- Karma (Impulse!)

Met Shirley Scott
- Mystical Lady (Cadet, 1971)

Met Buddy Terry
- Electric Soul! (Prestige, 1967)

Met McCoy Tyner
- Time for Tyner (Blue Note, 1968)
- Expansions (Blue Note, 1968)
- Cosmos (Blue Note, 1977)

Met Joe Zawinul
- The rise and fall of the third stream (Vortex, 1968)

Met Curtis Fuller
- Fire and Filigree (Bee Hive, 1978)

- Bibliothèque nationale de France: cb13900946x (data)
- Gemeinsame Normdatei: 134599837
- International Standard Name Identifier: 0000 0000 5515 194X
- Library of Congress Control Number: n88627481
- MusicBrainz: 5a41ae0c-66b5-41b6-a53f-7fb98030b849
- Nationale Bibliotheek van Israël: 987007398529305171
- Istituto Centrale per il Catalogo Unico: DDSV097649
- SNAC: w63s4b8x
- Système universitaire de documentation: 156657481
- Virtual International Authority File: 76501802
- WorldCat: E39PBJpdVj48GbvyP47QVdwHmd